# 국도 제1호선 (캄보디아)

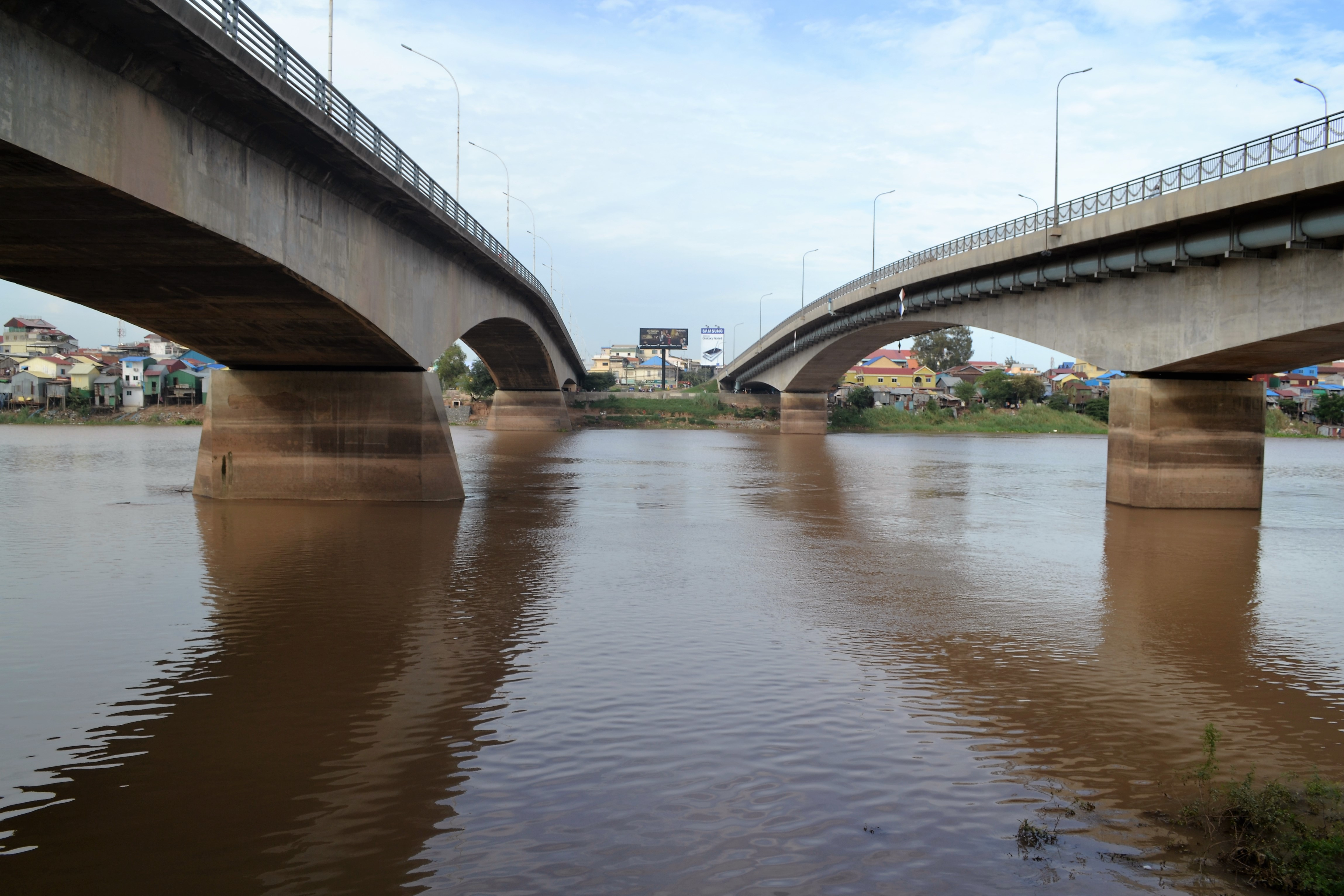
프놈펜의 모니봉 다리를 이어주는 캄보디아 1번 국도의 전경.

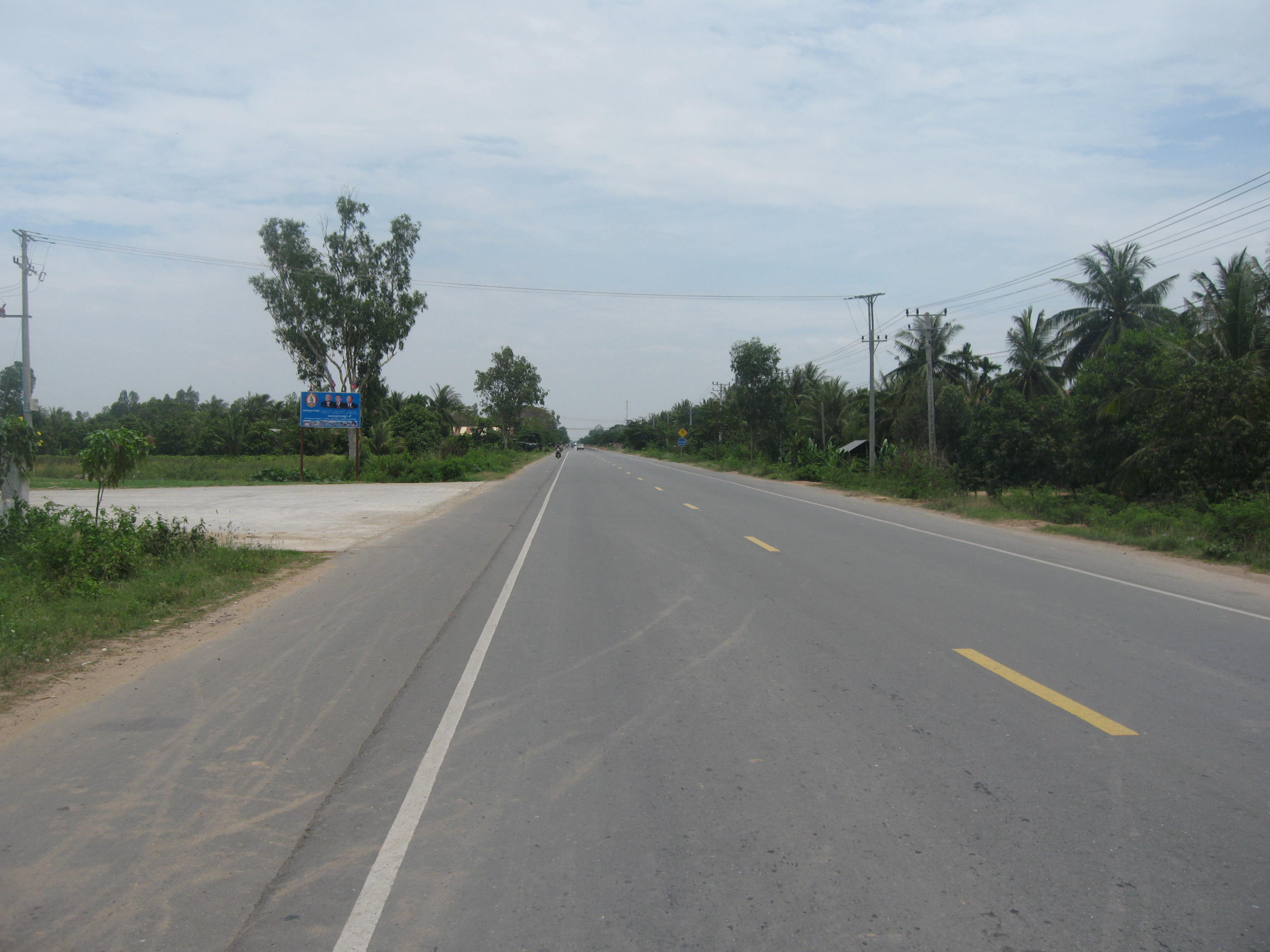
칸달 주 끼은스와이 현을 관통시키고 있는 캄보디아 1번 국도

국도 제1호선(National Highway 1 or National Road No.1, 10001)은 캄보디아의 일반 국도로, 총 연장은 167.1 km이다. 접촉하고 있는 주요 경유지를 보면, 수도인 프놈펜을 필두로 하여, 바베트 (캄보디아), 프레이벵 주, 스바이리엥 주 등이 있으며, 베트남의 국경선과도 직접 마주하고 있는 것으로 보인다. 그리고 캄보디아 내전의 여파에 따라 손상된 도로를 복구하기 위해 1981년 1번 국도의 베트남 국경 지대를 새로이 보수한 형태로 개통시킨 내력이 있다. 또한 프놈펜에서는 국도 제2호선과 직접 만나게 되지만, 모니봉 다리와도 직접 접촉된다. 그리고 이 도로는 아시안 하이웨이 1호선()의 일부로 구성되어 있다.